# Think different

Logo da Apple com o slogan "Think Different"

"Think Different" (Pense diferente) é um slogan publicitário criado pela Apple Computer em 1997 pelo escritório de Los Angeles da agência de publicidade TBWA\Chiat\Day.
Foi usado em um famoso comercial de TV, anúncios impressos diversos e uma série de promoções para produtos da Apple.O uso do slogan pela Apple foi interrompido com o início da campanha publicitária da Apple Switch em 2002. O slogan pode ter sido uma brincadeira com a IBM Think venerável lema criado por Thomas J. Watson.

## Comerciais de TV
Versões significativamente reduzidas do texto foram utilizadas em dois comerciais de televisão, conhecido como "Crazy Ones", dirigido por Chiat/Day's Jennifer Golub, que também dividiu o crédito de direção de arte com Jessica Smith Schulman e Yvonne. A narração era familiar por Richard Dreyfuss.
A um minuto filmagens caracterizado comerciais em preto-e-branco de 17 personalidades icônicas do século 20, alguns vivos, outros mortos. Em ordem de aparecimento foram: Albert Einstein, Bob Dylan, Martin Luther King, Jr., Richard Branson, John Lennon (com Yoko Ono), Buckminster Fuller, Thomas Edison, Muhammad Ali, Ted Turner, Maria Callas, Mahatma Gandhi, Amelia Earhart, Alfred Hitchcock, Martha Graham, Jim Henson (com Caco, o sapo), Frank Lloyd Wright e Pablo Picasso. O comercial termina com uma imagem de uma menina (identificada como Shaan Sahota) abrindo os olhos fechados, como se para ver as possibilidades à sua frente.
O comercial de trinta segundos foi uma versão menor do anterior, com 11 das 17 personalidades, mas terminou com Jerry Seinfeld, em vez da jovem. Em ordem de aparição: Albert Einstein, Bob Dylan, Martin Luther King, Jr., John Lennon, Martha Graham, Muhammad Ali, Alfred Hitchcock, Mahatma Gandhi, Jim Henson, Maria Callas, Pablo Picasso, seguido por Jerry Seinfeld. Esta versão foi ao ar apenas uma vez, durante o final da série Seinfeld.

## Anúncios impressos
Anúncios impressos da campanha foram publicados em várias revistas mainstream como Newsweek e Time. Seu estilo era predominantemente tradicional, tendo como principais computadores da empresa ou de electrónica de consumo, juntamente com o slogan.
Havia também uma outra série de anúncios impressos que eram mais focados em imagem de marca do que produtos específicos. Aqueles apresentou um retrato de uma figura histórica, com um pequeno logotipo da Apple e as palavras "Think Different " em um canto, sem qualquer referência aos produtos da empresa. Os rostos conhecidos na exposição incluiu Jim Henson, Richard Feynman, Maria Callas, Miles Davis, Martha Graham, Ansel Adams, Cesar Chavez e outros.

## Texto
A "Versão Longa" original apareceu em cartazes feitos pela Apple.
The Crazy Ones
Original| “ | Isto é para os loucos. Os desajustados. Os rebeldes. Os criadores de caso. Os que são peças redondas nos buracos quadrados. Os que vêem as coisas de forma diferente. Eles não gostam de regras. E eles não têm nenhum respeito pelo status quo. Você pode citá-los, discorda-los, glorificá-los ou difamá-los. A única coisa que você não pode fazer é ignorá-los. Porque eles mudam as coisas. Eles inventam. Eles imaginam. Eles curam. Eles exploram. Eles criam. Eles inspiram. Eles empurram a raça humana para frente. Talvez eles tenham que ser loucos. Como você pode olhar para uma tela em branco e ver uma obra de arte? Ou sentar em silêncio e ouvir uma música jamais composta? Ou olhar para um planeta vermelho e ver um laboratório sobre rodas? Enquanto alguns os vêem como loucos, nós vemos gênios. Porque as pessoas que são loucas o suficiente para achar que podem mudar o mundo, são as que de fato, mudam. | ” |
Versão Completa| “ | Isto é para os loucos. Os desajustados. Os rebeldes. Os criadores de caso. As peças redondas nos buracos quadrados. Os que vêem as coisas de forma diferente. Eles não gostam de regras. E eles não têm nenhum respeito pelo status quo. Você pode citá-los, discorda-los, glorificá-los ou difamá-los. Mas a única coisa que você não pode fazer é ignorá-los. Porque eles mudam as coisas. Eles empurram a raça humana para frente. Enquanto alguns os vêem como loucos, nós vemos gênios. Porque as pessoas que são loucas o suficiente para achar que podem mudar o mundo, são as que de fato, mudam. - A Apple Inc. | ” |
Versão Curta| “ | Isto é para os loucos. Os rebeldes. Os criadores de caso. Os que vêem as coisas de forma diferente. Enquanto alguns os vêem como loucos, nós vemos gênios. Porque as pessoas que são loucos o suficiente para achar que podem mudar o mundo, são as que de fato, mudam. | ” |